# Бакумова гора
Баку́мова Гора́ — ландшафтний заказник місцевого значення в Україні. Розташований на території Прилуцького району Чернігівської області, на території Дідовецької сільської ради, між селами Манжосівка, Єгорівка та Дідівці. 
Площа 16 га. Статус присвоєно згідно з рішенням Чернігівської обласної ради від 20.12.2018 року № 17-16/VII. Перебуває у віданні: Дідовецька сільська рада. 
Заказник цінний трьома типами ландшафтів: заболочена долина річки Калишівка, пласкі лесові рівнини та крутий схил північно-західної експозиції. Схил представлений ярами, балками, пагорбами, ерозійними останцями. 
На місцевості збереглися значні ареали червонокнижних, рідкісних та цінних видів рослин (сон чорніючий, ковила волосиста, залізняк бульбистий, материнка, оман високий і оман малий, гіацинтик блідий, чебрець, півники болотні, калюжниця, гриб — зморшок степовий). 
На стінках кар'єрів трапляються колонії ластівки берегової та окремі «нори» щуриків (бджолоїдок).

## Галерея

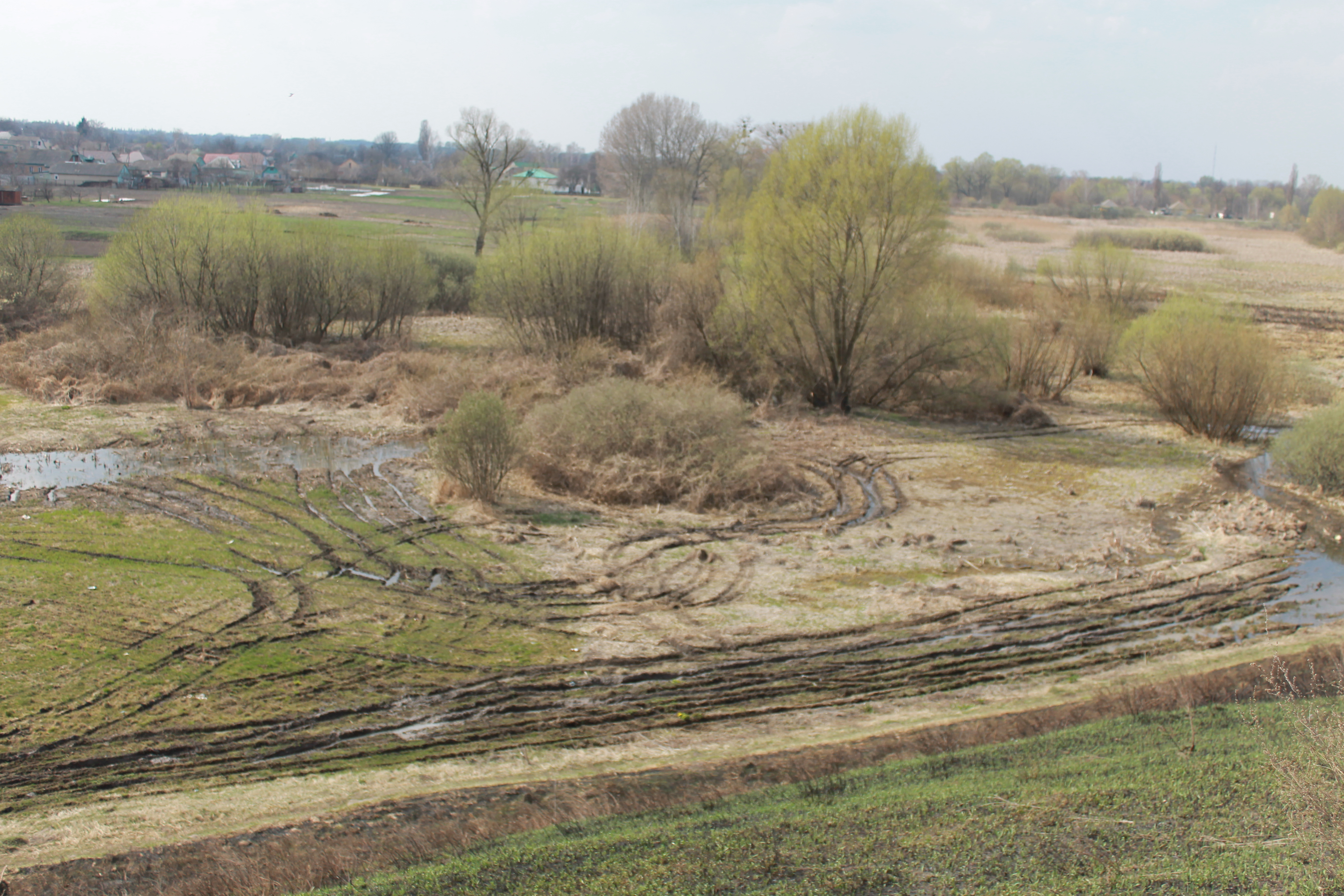
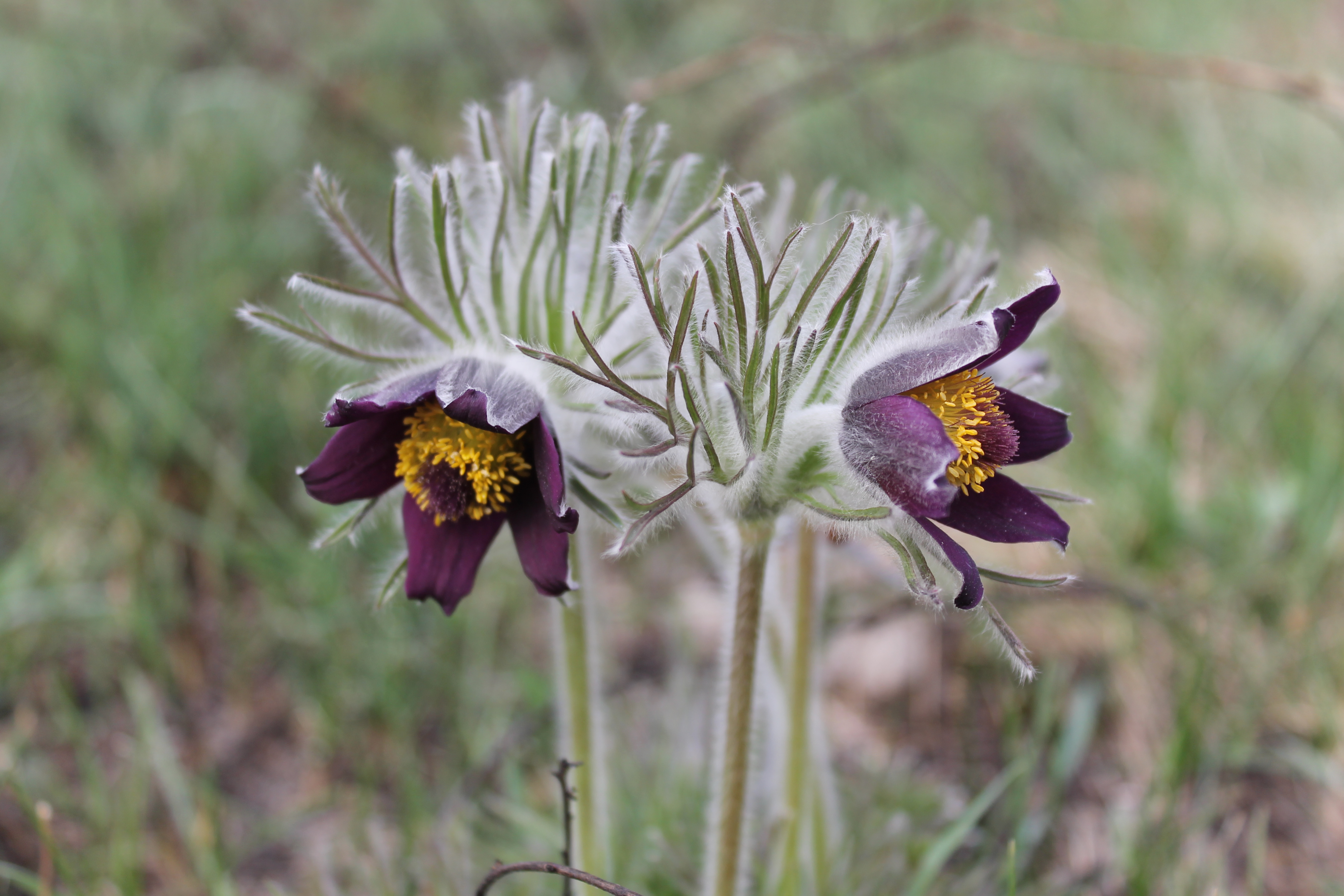
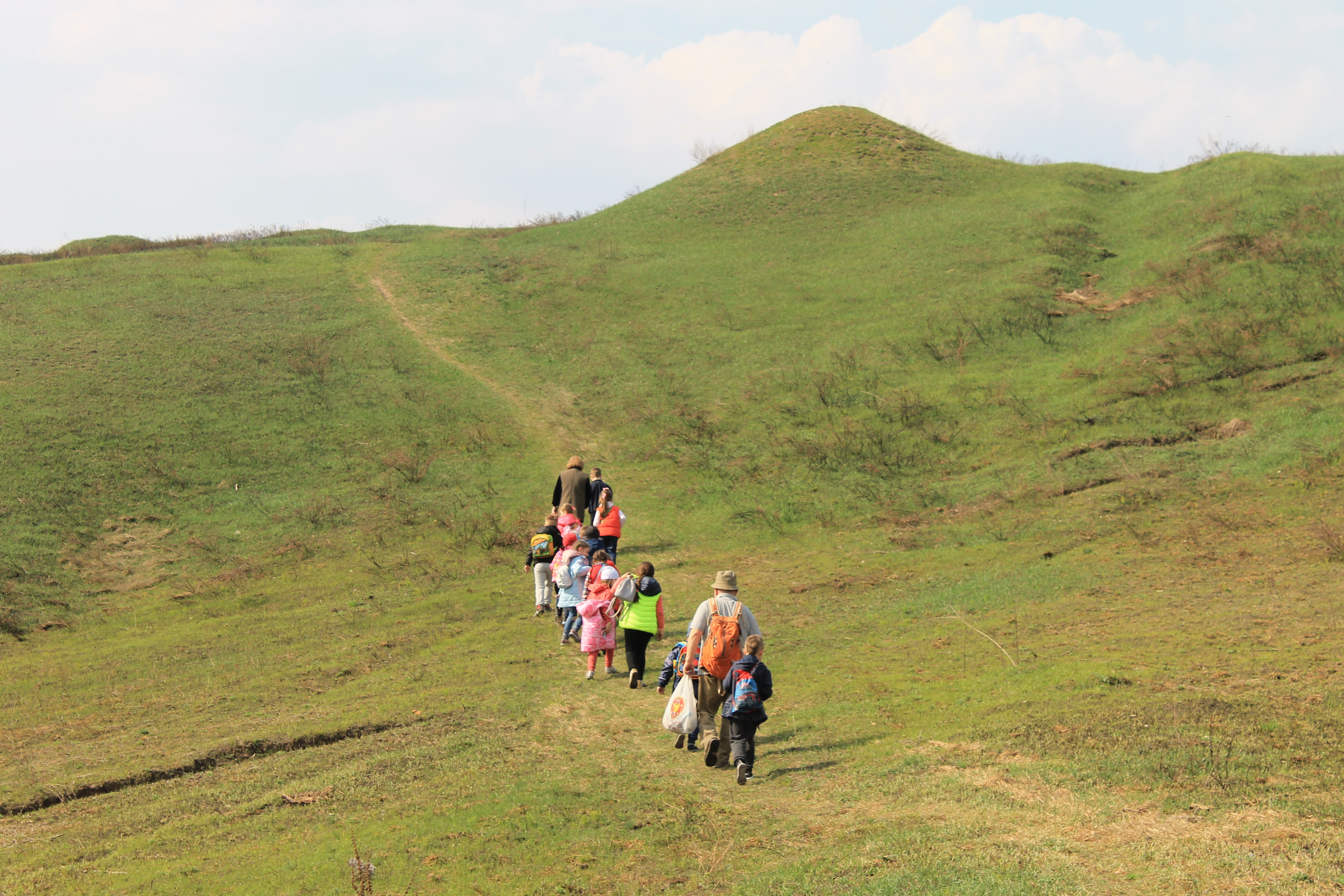
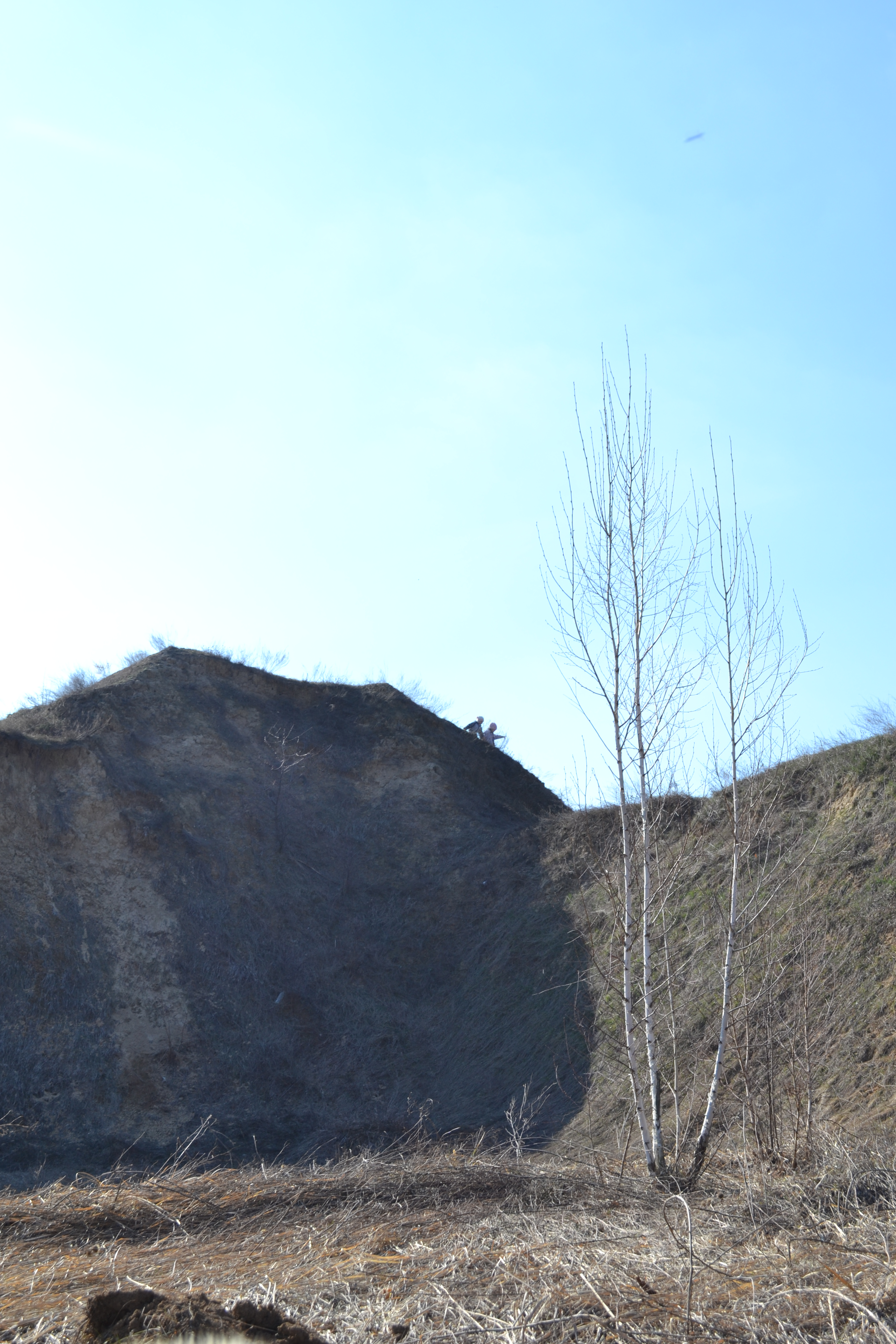